# Dipentodontaceae
Dipentodontaceae, biljna porodica u redu Huerteales. Ime je dobila po monotipskom rodu Dipentodon iz Azije. Drugom rodu Perrottetia pripada 18 priznatih vrsta koje su raširene i po Aziji i po Srednjoj i Južnoj Americi, te u Queenslandu.

## Rodovi
1. Dipentodon Dunn
2. Perrottetia Kunth